# Paratethys

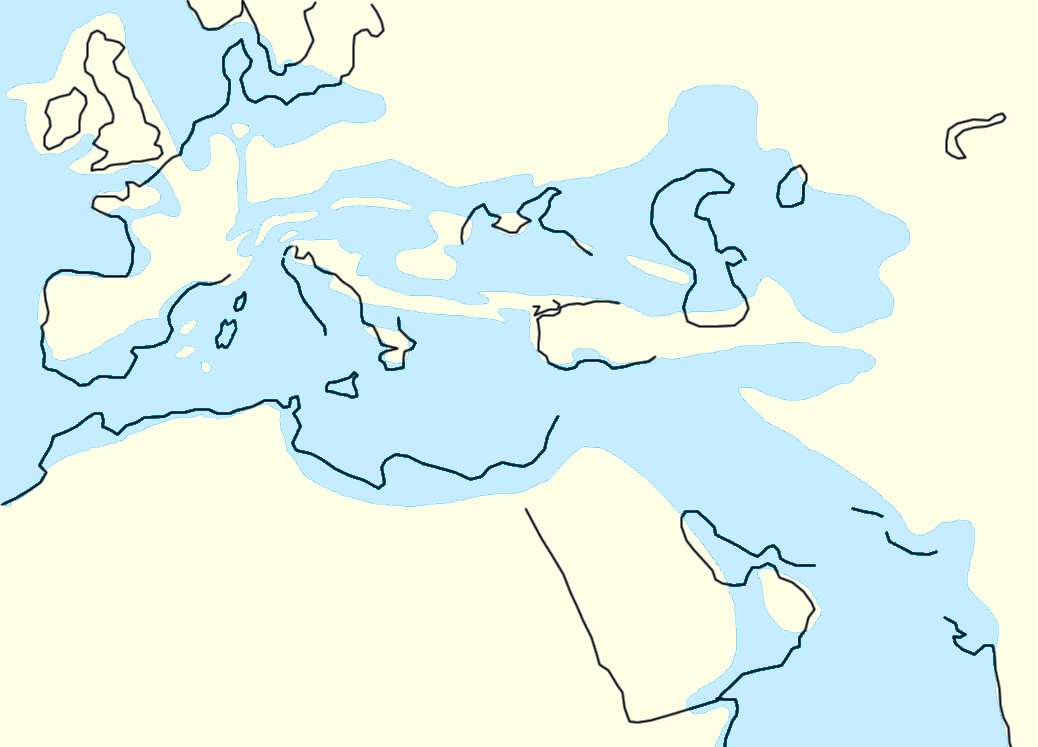
Az ős-Földközi-tenger, a Tethys és a Paratethys a Rupelian korban, 33,9 – 38,4 millió évvel ezelőtt. A fekete vonalak a jelenlegi partvonalakat jelzik

A Paratethys-óceán, Paratethys-tenger vagy csak  Paratethys egy ősi, viszonylag sekély tenger elnevezése, amely az  Alpoktól északra húzódott kelet felé egészen a jelenlegi Aral-tóig.

## Elnevezése, kutatása
A Paratethys nevet először  V. D. Laskarev szerb tudós használta 1924-ben.
Laskarev az üledékrétegek és a bennük található állati maradványok tanulmányozása alapján fogalmazta meg elméletét. A Paratethys több hosszú időszakban elzáródott a világtenger többi részétől, ekkor élővilága saját fejlődési irányt vett, ami az ősmaradványokból, különösen a puhatestűek, halak és kagylósrákok nyomaiból jól kimutatható.
Éppen a fejlődés elkülönültsége miatt nehézségeket okoz az itteni és más területeken meghatározott geológiai rétegek egymásnak való időbeli megfeleltetése.

## Ősföldrajzi fejlődése
Az eocén és oligocén határán, mintegy 34 millió évvel ezelőtt gyors éghajlati lehűlés következett be a Földön és ennek nyomán erősen csökkent a világóceán vízszintje. Ugyanakkor a tektonikus erők magasba emelték az Alpok, Kárpátok, Dinári-hegység, a Torosz-hegység és az Alborz vonulatait. Ez a két folyamat választotta el a Paratethys medencéjét a Tethys-óceántól.
A Paratethys legnagyobb kiterjedése idején magába foglalta az Alpoktól északra, a mai Bajorország területén lévő Molassz-medencét, a Bécsi-medencét, a Pannon-tengert, valamint az attól keletre lévő területeket egészen az Aral-tóig.
Hosszú létezése során időnként újra meg újra kapcsolatba került a Tethysszel, illetve utódaival, a Földközi-tengerrel és az Indiai-óceánnal. Amikor az ős-Földközi tenger mintegy 6 millió évvel ezelőtt, a Gibraltári-szoros elzáródása miatt, több alkalommal is kiszáradt, voltak olyan időszakok, amikor a Paratethysből – a mai Boszporuszon és a Dardanellákon keresztül – áramlott valamennyi víz a mély medencébe, amelynek fenekén csak sós tavak láncolata maradt. 
A pliocén kortól (5,33-tól 2,58 millió évvel ezelőttig) a Paratethys egyre sekélyebbé vált, és részekre szakadt. Ezek közül a Pannon-tenger először fokozatosan édesvízű tóvá vált, majd idővel teljesen eltűnt, míg a Paratethys keleti medencéjéből a Fekete-tenger, a Kaszpi-tenger és az Aral-tó maradtak meg hírmondónak.